# Campoplex manaliensis
Campoplex manaliensis är en stekelart som beskrevs av Gupta och Maheshwary 1977. Campoplex manaliensis ingår i släktet Campoplex och familjen brokparasitsteklar. Inga underarter finns listade.